# Sharp Peak, Livingston Island
Sharp Peak är en bergstopp i Antarktis. Den ligger i Sydshetlandsöarna. Argentina, Chile och Storbritannien gör anspråk på området. Toppen på Sharp Peak är 500 meter över havet, eller 222 meter över den omgivande terrängen. Bredden vid basen är 1,1 km.
Terrängen runt Sharp Peak är huvudsakligen kuperad, men norrut är den platt. Havet är nära Sharp Peak österut. Trakten är glest befolkad. Närmaste befolkade plats är Maldonado Station, 18,7 kilometer öster om Sharp Peak. 